# Église Saint-Antoine de Montgenèvre
L'église Saint-Antoine est une église catholique française, située à Montgenèvre (Hautes-Alpes) dans le diocèse de Gap et d'Embrun.

## Historique et architecture
L'église Saint-Antoine, au hameau des Alberts, a été construite en 1688, sur l'emplacement d'un édifice plus ancien. Son clocher à dôme arrondi et son chevet appartiennent à la construction édifiée au XVIIe siècle, mais sa façade fut rénovée en 1891.
Son mobilier comprend un bénitier réalisé par Jean Rignon en 1665, et une tribune signée et datée : « C.R. 1765 ».
Divers tableaux ornent les murs de l'église dont une statue polychrome de saint Antoine